# Кошаркашка грозница
Кошаркашка грозница је шпанска анимирана серија коју је 1992. године створио Антони Д'окон у сарадњи са TVE и ACB лигом заједно са Краљевском шпанском кошаркашком федерацијом.

## Радња
Радња серије врти се око антропоморфних паса који воле кошарку и скакаваца по имену Хупер који долази у суседство. Када Хуперсов скакавац стигне у предграђе Пасије града, завршава у рату између брадатих лешинара, групе криминалаца са малом наклоношћу према странцима који су уплашили комшилук и Динамике, који се суочавају са насиљем. Серија почиње када новопридошлица, који се придружи другој групи, предлаже да разреши разлике између обе групе како би оспорио место у комшилуку; нешто на шта се две групе слажу, једана са већом спортском сврхом него друга.
Серија је позната по прибегавању пријатељству и ненасиљу као главном аргументу који овај спорт ставља као пример дружења. 